# Uroczysko Mosty-Zahajki
Uroczysko Mosty-Zahajki este o arie protejată (arie de protecție specială avifaunistică — SPA) din Polonia întinsă pe o suprafață de 5.061,74 ha, integral pe uscat.

## Localizare
Centrul sitului Uroczysko Mosty-Zahajki este situat la coordonatele 51°37′27″N 23°16′52″E / 51.6243°N 23.281°E.

## Înființare
Situl Uroczysko Mosty-Zahajki a fost declarat arie de protecție specială avifaunistică în octombrie 2007 pentru a proteja 22 de specii de animale.

## Biodiversitate
Situată în ecoregiunea continentală, aria protejată nu include niciun habitat protejat.
La baza desemnării sitului se află mai multe specii protejate de  păsări (22): pescăruș albastru (Alcedo atthis), acvilă țipătoare mică (Aquila pomarina), rață roșie (Aythya nyroca), buhai de baltă (Botaurus stellaris), buha (Bubo bubo), chirighiță-cu-obraz-alb (Chlidonias hybridus), chirighiță neagră (Chlidonias niger), barză neagră (Ciconia nigra), erete de stuf (Circus aeruginosus), erete cenușiu (Circus pygargus), cristeiul de câmp (Crex crex), ciocănitoarea de stejar (Dendrocopos medius), ciocănitoare neagră (Dryocopus martius), presură de grădină (Emberiza hortulana), muscar (Ficedula parva), cocor (Grus grus), codalb (Haliaeetus albicilla), stârc pitic (Ixobrychus minutus), sfrâncioc roșiatic (Lanius collurio), gușă albastră (Luscinia svecica), viespar (Pernis apivorus), cresteț cenușiu (Porzana parva).